# Periphyllidae
Famille
Les Periphyllidae sont une famille des méduses (groupe de cnidaires) de l'ordre des Coronatae.

## Liste des genres
Selon World Register of Marine Species (7 octobre 2015) :
- genre Nauphantopsis — 1 espèce
- genre Pericolpa — 2 espèces
- genre Periphylla F. Müller, 1861 — 1 espèce
- genre Periphyllopsis Vanhöffen, 1900 — 2 espèces

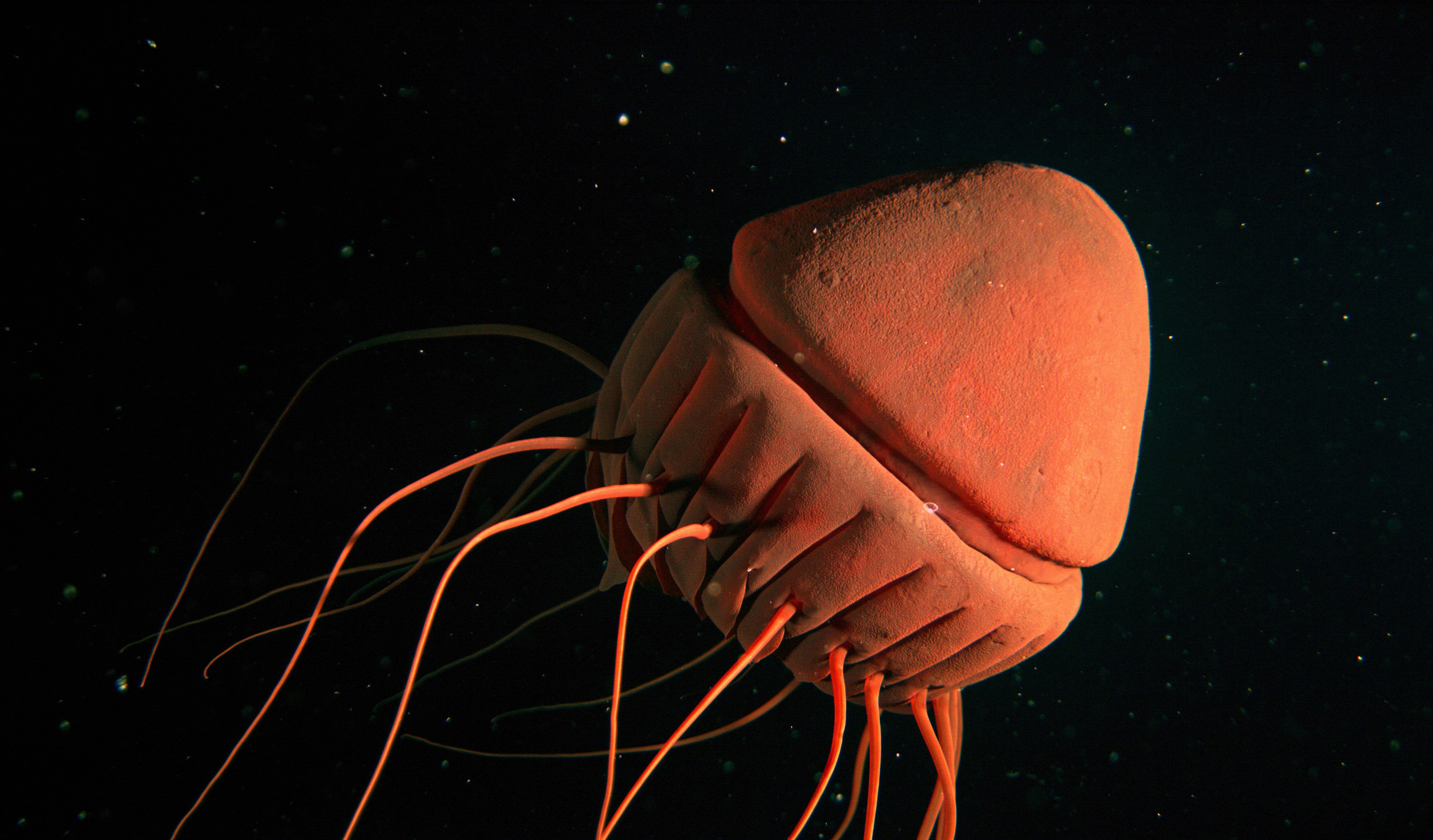
Periphyllopsis braueri